# Seznam kubanskih novinarjev
Seznam kubanskih novinarjev.

## B
- Barbara Bermudo

## N
- Jackie Nespral

## O
- Soledad O'Brien